# Vinkia
Vinkia là một chi thực vật có hoa trong họ Haloragaceae.